# Maddison Jaizani
Maddison Jaizani (* 5. Juni 1995 in Sale, Cheshire, England) ist eine britische Schauspielerin und ein Mannequin iranischer Herkunft. In Deutschland wurde sie vor allem für ihre Mitwirkung an der von Canal+ ausgestrahlten Serie Versailles bekannt.

## Leben
Jaizani ist britisch-iranischer Herkunft. Sie lebt in Manchester.
Nach einem Schauspielstudium am Bury College, das Jaizani mit einem Diplom abschloss, hatte sie ihr Fernsehdebüt 2014, als sie die Episodenrolle der Leila in der US-amerikanischen dramatischen Actionserie Tyrant mimte. Zwischen 2015 und 2018 erschien sie in allen drei Staffeln der französischen-kanadischen historischen Erfolgsserie Versailles in der Rolle der Sophie de Clermont. Parallel zu den Dreharbeiten stand sie zwischen 2017 und 2019 für die wiederkehrende Rolle der Odessa in der abenteuerlichen Actionserie Into the Badlands vor der Kamera. Seit 2019 gehört sie zum Hauptcast der CBS-Serie Nancy Drew und verkörpert hier die Rolle der Bess Marvin.
Vor ihrer Tätigkeit als Schauspielerin war Jaizani auch als Mannequin tätig.

## Filmografie
- 2014: Tyrant
- 2015–2018: Versailles
- 2017–2019: Into the Badlands
- 2019–2023: Nancy Drew